# 胜利之后朝圣所圣殿

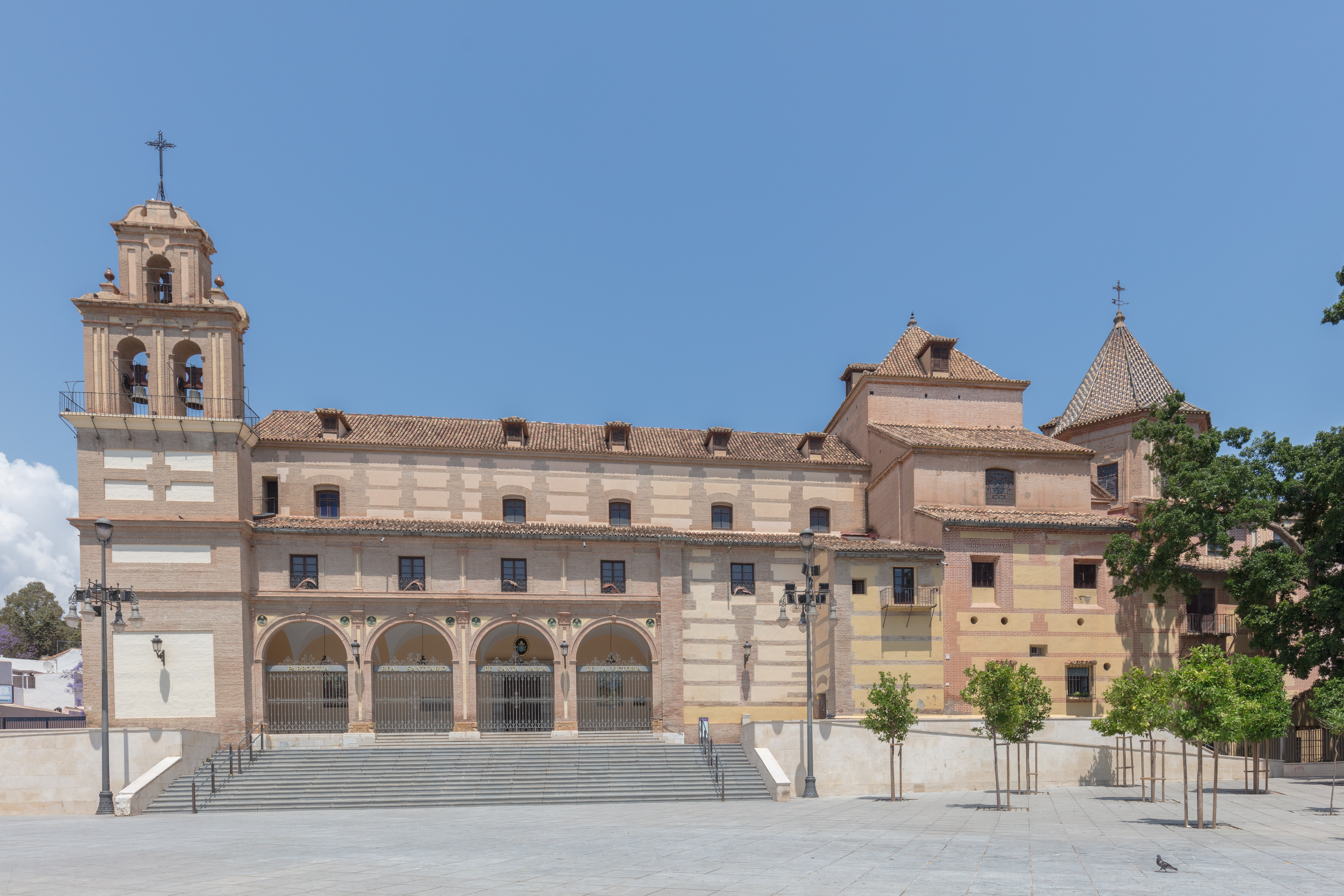

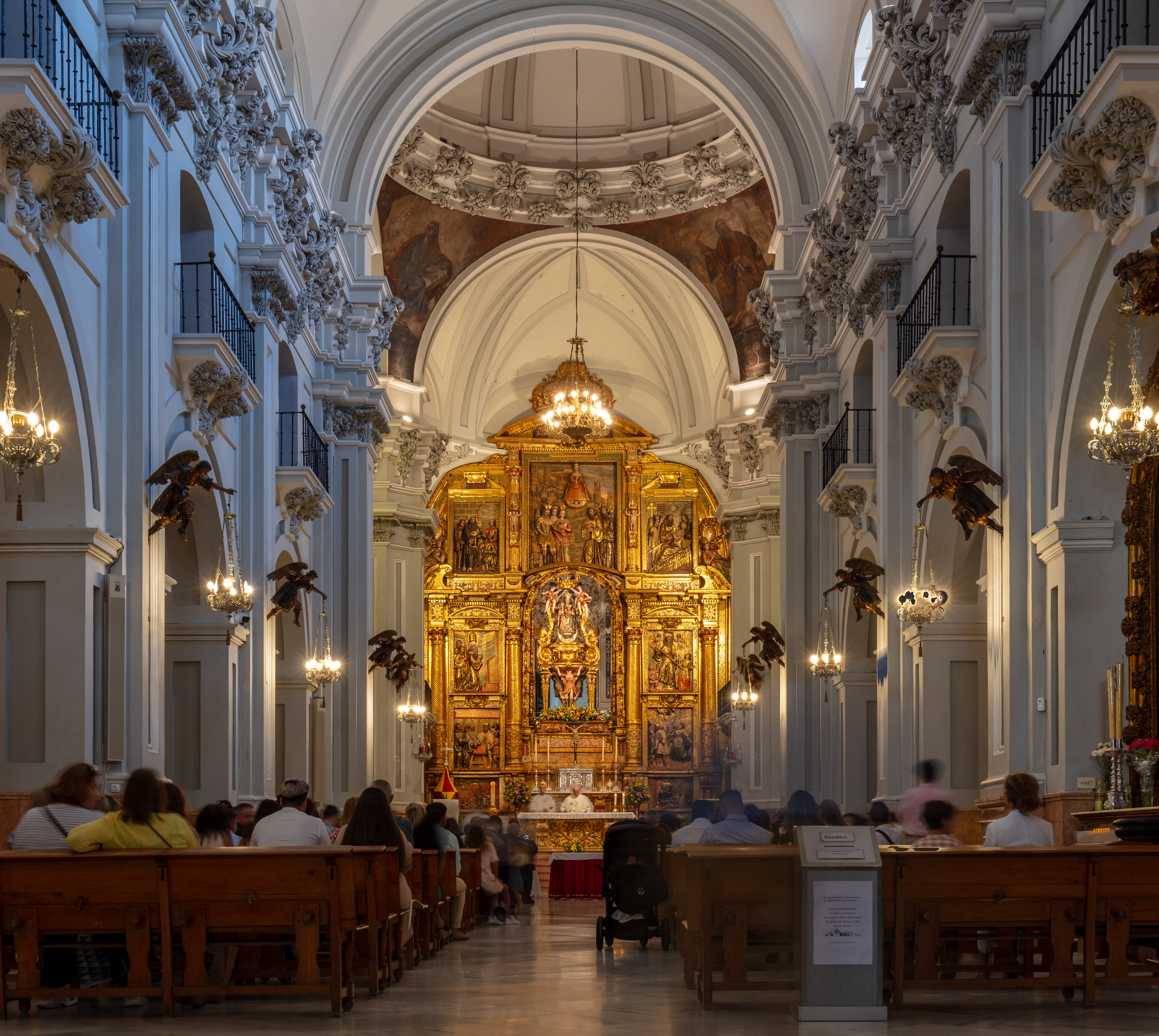

胜利之后皇家朝圣所圣殿（Santuario de la Victoria，全名Basílica, Real Santuario y Parroquia de Santa María de la Victoria y de la Merced）是西班牙马拉加的一座罗马天主教朝圣所和宗座圣殿，建于1693-1700年，供奉马拉加城和天主教马拉加教区的主保圣人胜利之后圣母像。

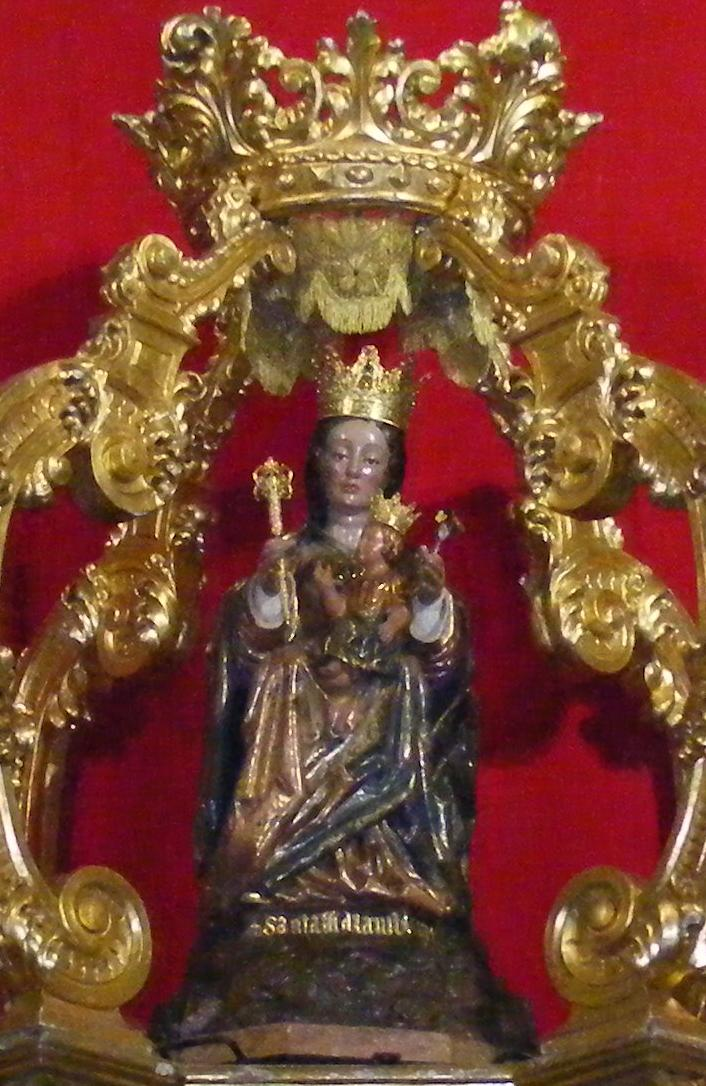
胜利之后圣母像
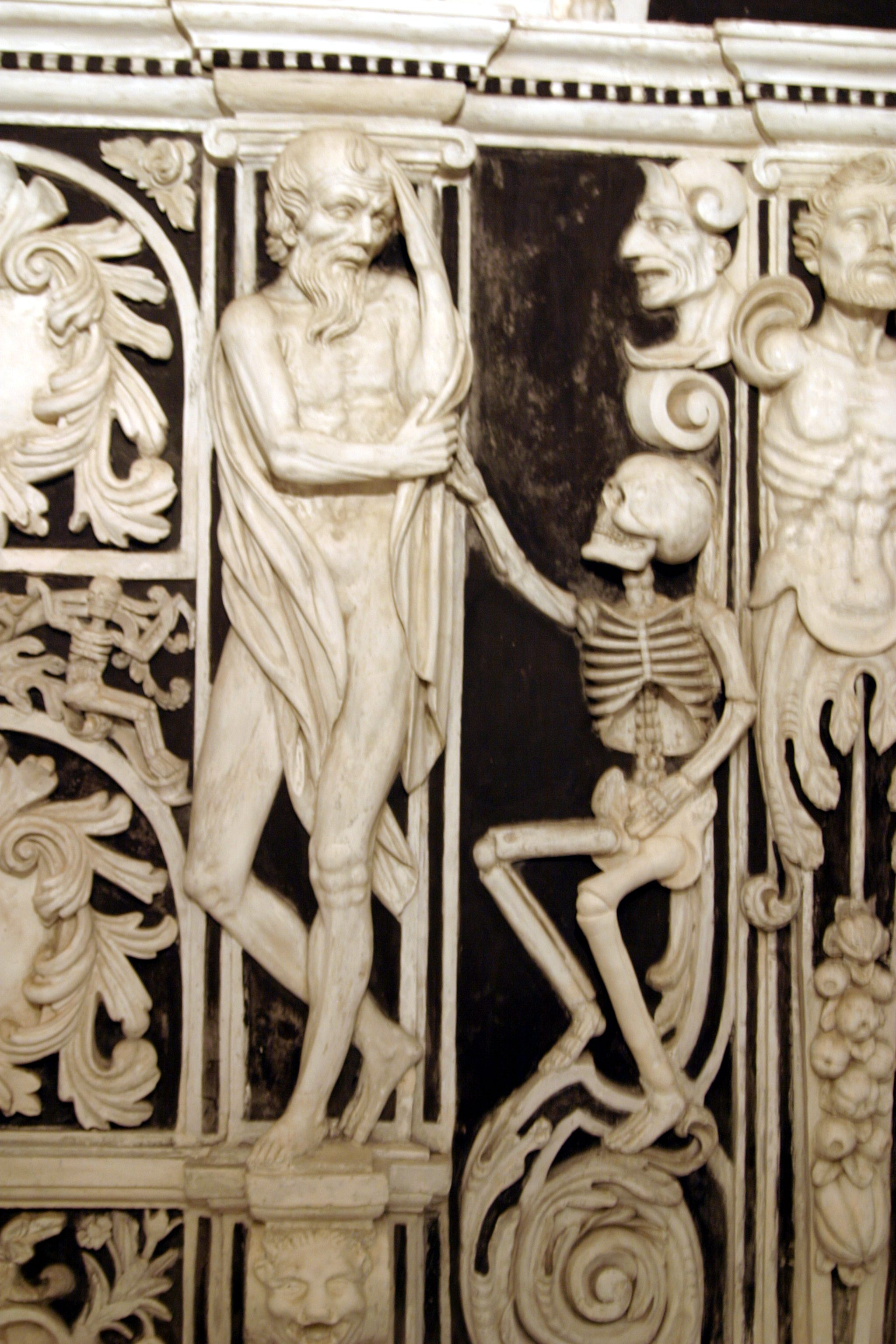
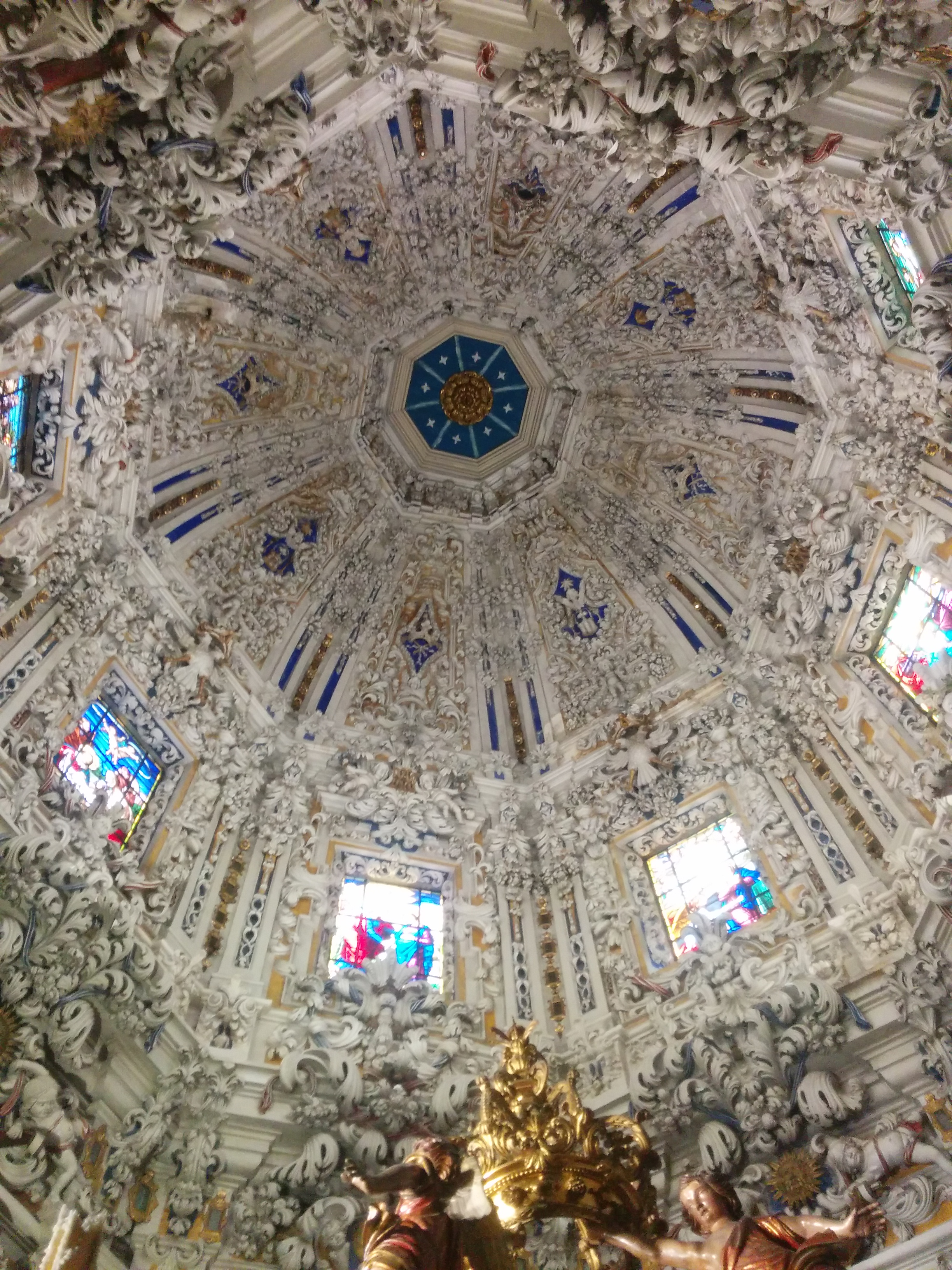